# Copa Solidariedade da AFC
A Copa Solidariedade da AFC (também conhecida como AFC Solidarity Cup) é um torneio internacional de futebol que envolve países-membros da Asian Football Confederation (AFC). Organizado pela AFC Challenge Cup, a competição ocorre com nove times de menor tradição no esporte; assim, excluindo a participação de seleções que já participaram de torneios renomados, como a Copa do Mundo (por exemplo, Japão, Irã, Coreia do Norte e Coreia do Sul).
A primeira edição do evento ocorreu em 2016, com vitória da Seleção Nepalesa de Futebol (Nepal), após conquistar a final por 1 a 0 contra a Seleção Macaense de Futebol (Macau). A terceira colocação ficou com a Seleção Lau de Futebol (Laos). A segunda edição está prevista para acontecer quatro anos depois, em setembro de 2020, ainda sem um país definido como sede.
É considerada por alguns como expansão e reorganização da extinta AFC Challenge Cup, competição de futebol asiática também para membros emergentes no futebol, realizada de 2006 até o ano de 2014. A Copa Solidariedade da AFC é, atualmente, presidida por Saoud Aziz Al Mohannadi, com vice Lin Xiaohua, e supervisão do Comitê de Competências da Confederação Asiática de Futebol.

## Resultados
Em 2016, a Copa Solidariedade da AFC foi sediada na Malásia. Os quatro primeiros lugares ficaram respectivamente com Nepal, Macau, Laos e Brunei. Nesta edição, Bangladesh e Paquistão desistiram da competição antes de seu início. Além de Macau, outro território lusófono participou do evento: Timor-Leste.
| 2016 Detalhes | Malásia | NEP | 1–0 | MAC | LAO | 3–2 | BRU | 7 |

### Estatísticas
Como foi realizada apenas uma edição do evento, apenas quatro seleções ocuparam as quatro primeiras posições da Copa Solidariedade da AFC. Na ordem crescente: Nepal, Macau, Laos e Brunei.
| Time   | Campeão  | Vice-campeão | Terceiro lugar | Quarto lugar |
| ------ | -------- | ------------ | -------------- | ------------ |
| Nepal  | 1 (2016) |              |                |              |
| Macau  |          | 1 (2016)     |                |              |
| Laos   |          |              | 1 (2016)       |              |
| Brunei |          |              |                | 1 (2016)     |

## Participações
As seleções de Bangladesh e Paquistão, embora tenham sido qualificadas para a competição, desistiram de participar antes de seu início. Assim, restou apenas sete times para sua realização na primeira edição (2016). O campeão, Nepal, ocupava, à época do evento, a posição 186 no Ranking Oficial da Federação Internacional de Futebol (FIFA). O vice, Macau, estava na posição 196; o terceiro lugar, Laos, 175 e, por fim, Brunei ocupava a 192ª posição.
Legenda
| - 1º — Campeão - 2º — Vice-campeão - 3º — Terceiro lugar - 4º — Quarto lugar - SF — Semifinal | - QF — Quartas de final - FI — Fase Inicial - Q — Qualificado - × — Banido; desistência |

| Times       | 2016 | Ano |
| ----------- | ---- | --- |
| Bangladesh  | ×    | 1   |
| Brunei      | 4º   | 1   |
| Laos        | 3º   | 1   |
| Macau       | 2º   | 1   |
| Mongólia    | FI   | 1   |
| Nepal       | 1º   | 1   |
| Paquistão   | ×    | 1   |
| Sri Lanka   | FI   | 1   |
| Timor-Leste | FI   | 1   |